# Gaby Minneboo

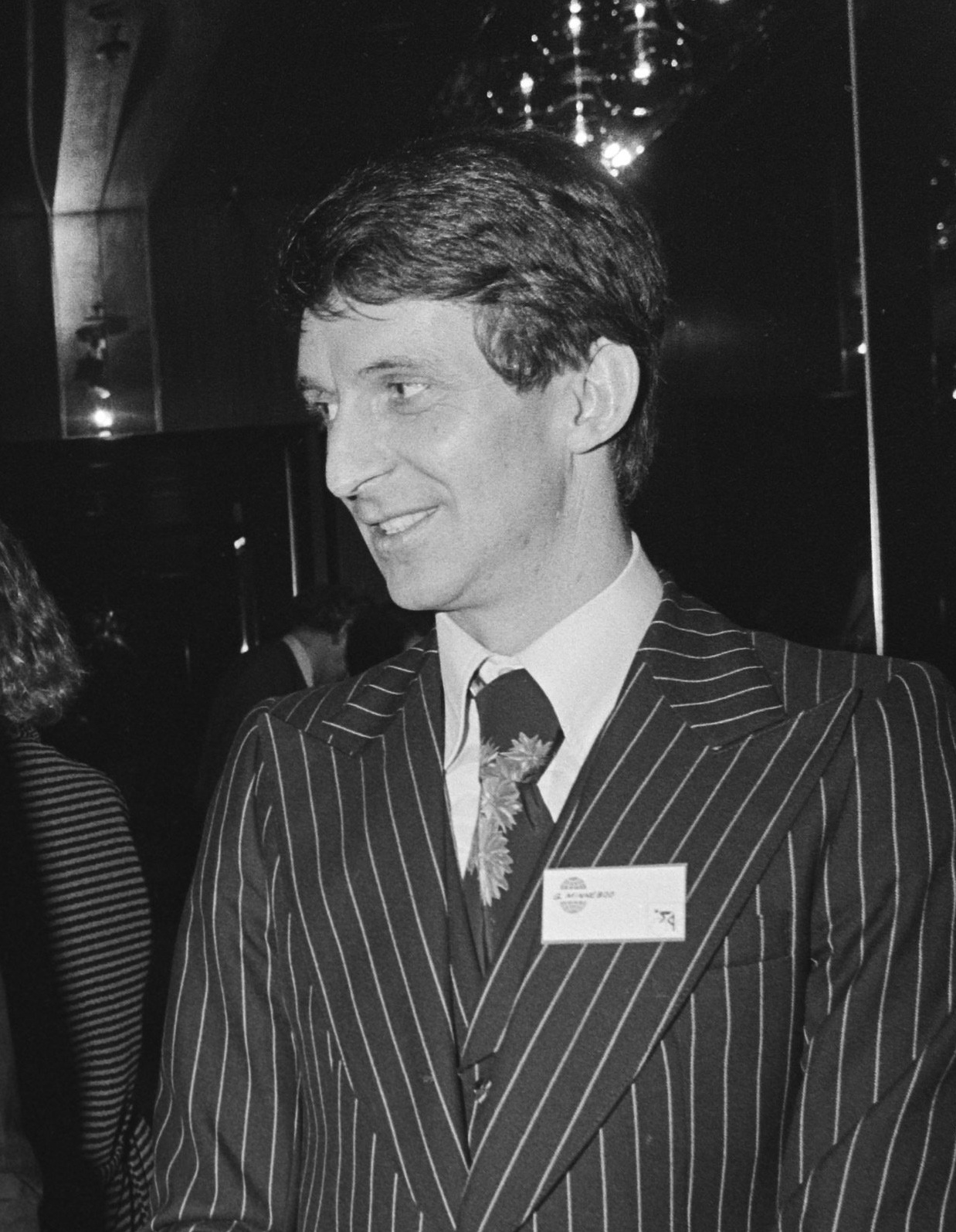
Gaby Minneboo, 1981

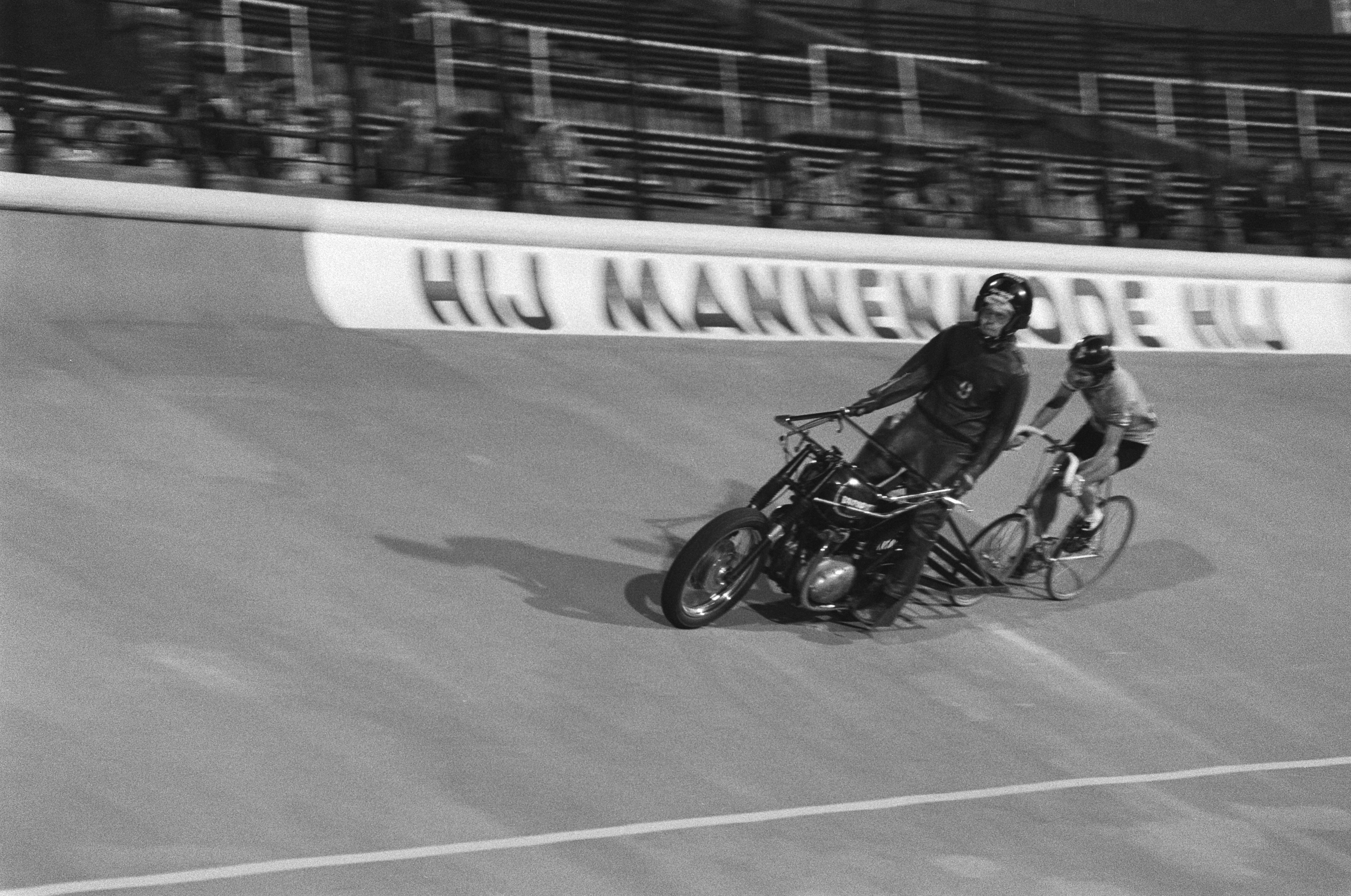
Gaby Minneboo achter gangmaker Bruno Walrave bij de finale stayers in 1979

Gabriël Alphonse Alexander (Gaby) Minneboo (Veere, 12 juni 1945) is een voormalig Nederlands wielrenner.

## Biografie
Minneboo begon zijn wielercarrière als amateur op de weg, maar werd bekender als baanrenner. Naast zijn wielrennen was hij werkzaam als postbode wat hem de bijnaam de vliegende postbode opleverde. Hij behaalde in zijn eerste jaar bij de amateurs in 1964 29 overwinningen op de weg waaronder de Acht van Chaam. Sinds de jaren '70 behoorde hij bij de wereldtop van de amateur-stayers. Samen met Wil van Helvoort won hij de Zesdaagse van Antwerpen en was hij wereldrecordhouder op de 50 kilometer met een tijd van 40 minuten en 19 seconden. Hij werd vijf maal wereldkampioen en behaalde in totaal 25 maal een Nederlands kampioenschap op diverse baanonderdelen, derny, koppelkoers en achter de grote motoren, stayeren. In 1983 beëindigde hij zijn carrière. Na zijn sportloopbaan begon hij een onderneming in sportprijzen die sinds 2004 eigendom is van zijn dochter. Minneboo heeft twee kinderen.

## Prijzen
- 1964 Winnaar Acht van Chaam
- 1967 Winnaar Sluiskil
- 1971 Brons Wereldkampioenschap baan, Halve Fond, Farese
- 1971 Winnaar Breskens (amateurs)
- 1972 Brons Wereldkampioenschap baan, Halve Fond, Marseille
- 1973 Brons Wereldkampioenschap baan, Halve Fond, San Sebastian
- 1975 Wereldkampioen stayeren
- 1976 Nederlands kampioen derny
- 1976 Wereldkampioen stayeren
- 1976 Bons Nederlands kampioenschap derny
- 1977 Wereldkampioen stayeren
- 1979 Brons Wereldkampioenschap stayeren
- 1980 Zilver Nederlands kampioenschap derny
- 1980 Wereldkampioen stayeren Besançon
- 1982 Wereldkampioen stayeren

## Ploegen
- Nederland 1964 Caballero